# Avro York
Авро Йорк (англ. Avro York) — британський транспортний літак часів Другої світової війни. Розроблявся компанією Avro на базі бомбардувальника Avro Lancaster з власної ініціативи.
«Йорк» використовувався для пасажирських і вантажних перевезень в ряді британських операторів в 1943—1964 роках. Основними цивільними операторами стали British Overseas Airways Corporation і British South American Airways. На службі в Королівських повітряних силах «Йорки» брали участь в постачанні Західного Берліну під час блокади. Також деякі літаки використовувались як службові для перевезення високопосадовців, зокрема на «Йорках» літали прем'єр-міністр Вінстон Черчилль і генерал Шарль де Голль.

## Історія виготовлення

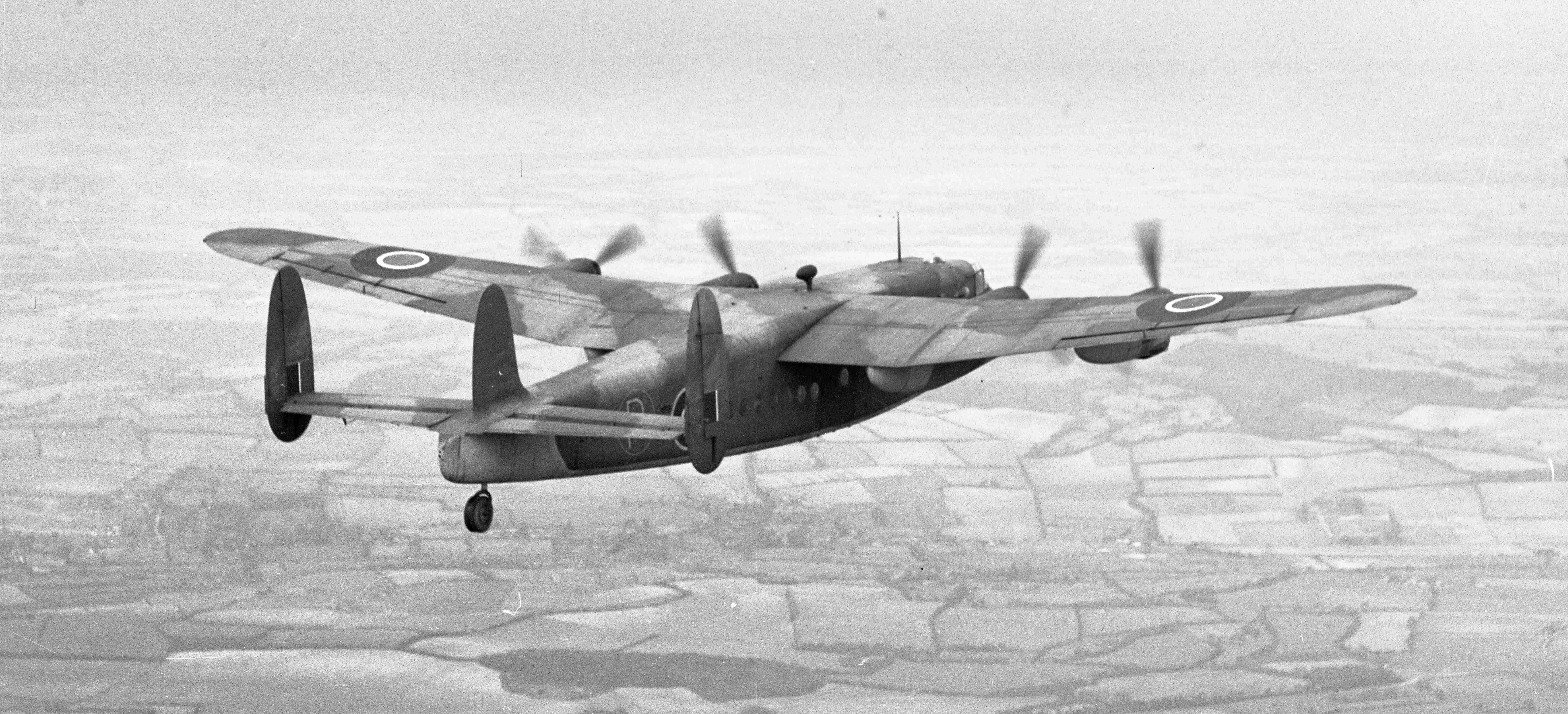
Четвертий прототип Avro 625 в польоті.

Під час Другої світової війни США і Британія уклали договір про авіабудівництво, згідно з яким США були відповідальні за виробництво транспортних і вантажних літаків для обох країн, що мало б дозволити Британії зосередитись на виробництві винищувачів і бомбардувальників. Не зважаючи на це, інженер компанії Avro Рой Чадвік вирішив почати дизайн ватажного літака на базі бомбардувальника Avro Lancaster під позначенням Avro 685. Попередній дизайн чотиримоторного дальнього транспортного літака був готовий вже в лютому 1942 року, і відрізнявся від попередника передусім фюзеляжем, який став зачно більшим і отримав квадратний переріз. Крила, хвіст, двигуни і шасі були повністю запозичені в «Ланкастера».
Після оцінки дизайну всередині компанії було вирішено продовжити розробку і створити прототип. Не зважаючи на завантаження військовими замовленнями, перший прототип був готовий менш ніж за пів року, і 5 липня 1942 року піднявся в повітря з аеропорту в Манчестері. Після цього літак було передано на оцінювання ВПС, де він продемонстрував відмінні характеристики, в результаті чого було зроблено замовлення на ще чотири літаки, два з двигунами Rolls-Royce Merlin XX і два з Bristol Hercules VI в різних конфігураціях. Згодом від ідеї використання різних двигунів відмовились і всі чотири літаки оснащувались двигунами Merlin. З третього літака, для компенсації зміщеного центра мас було додано третій кіль.

## Історія використання

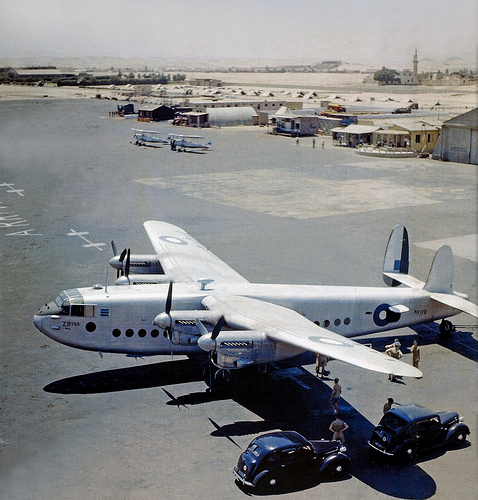
Службовий «Йорк» маршала повітряних сил Кейт Парк. Каїр, 1946.

Третій прототип «Йорка» (перший з потрійним кілем) отримав свою власну назву «Аскалон» (англ. Ascalon) і був надісланий 24-й ескадрильї в Нортхолді в березні 1943 року. Цей літак був оснащений як конференц-зала і в основному використовувався для перевезень британського прем'єр-міністра Вінстона Черчилля і королівської родини. Пізніше схожі літаки були надані віцекоролю Індії Луїсу Маунтбеттену, прем'єр-міністру Південної Африки Яну Смутсу та іншим.
Масово на озброєння Королівських повітряних сил «Йорки» почали надходити тільки в 1945 році, коли ними повністю оснастили 511-у ескадрилью Транспортного командування. Загалом «Йорки» стояли на озброєння десяти ескадрилей, сім з яких взяли участь в Берлінському повітряному мості під час блокади міста в 1948-49 роках. Для потреб ВПС, включно з перевезенням високопосадовців, було виготовлено 208 літаків.
З цивільних операторів першими отримала нові літаки British Overseas Airways Corporation (BOAC). В квітні 1944 року вона отримала п'ять «Йорків» для використання на лініях Британія — Марокко — Єгипет. В серпні 1945 року компанія отримала ще 25 літаків, що зробило BOAC найбільшим цивільним оператором літака. Окрім BOAC, 12 «Йорків» були виготовлені для British South American Airways, п'ять — для Аргентинської компанії FAMA і два для Skyways Limited. Пізніше, деякі військові літаки було продано іншим цивільним операторам.

## Тактико-технічні характеристики

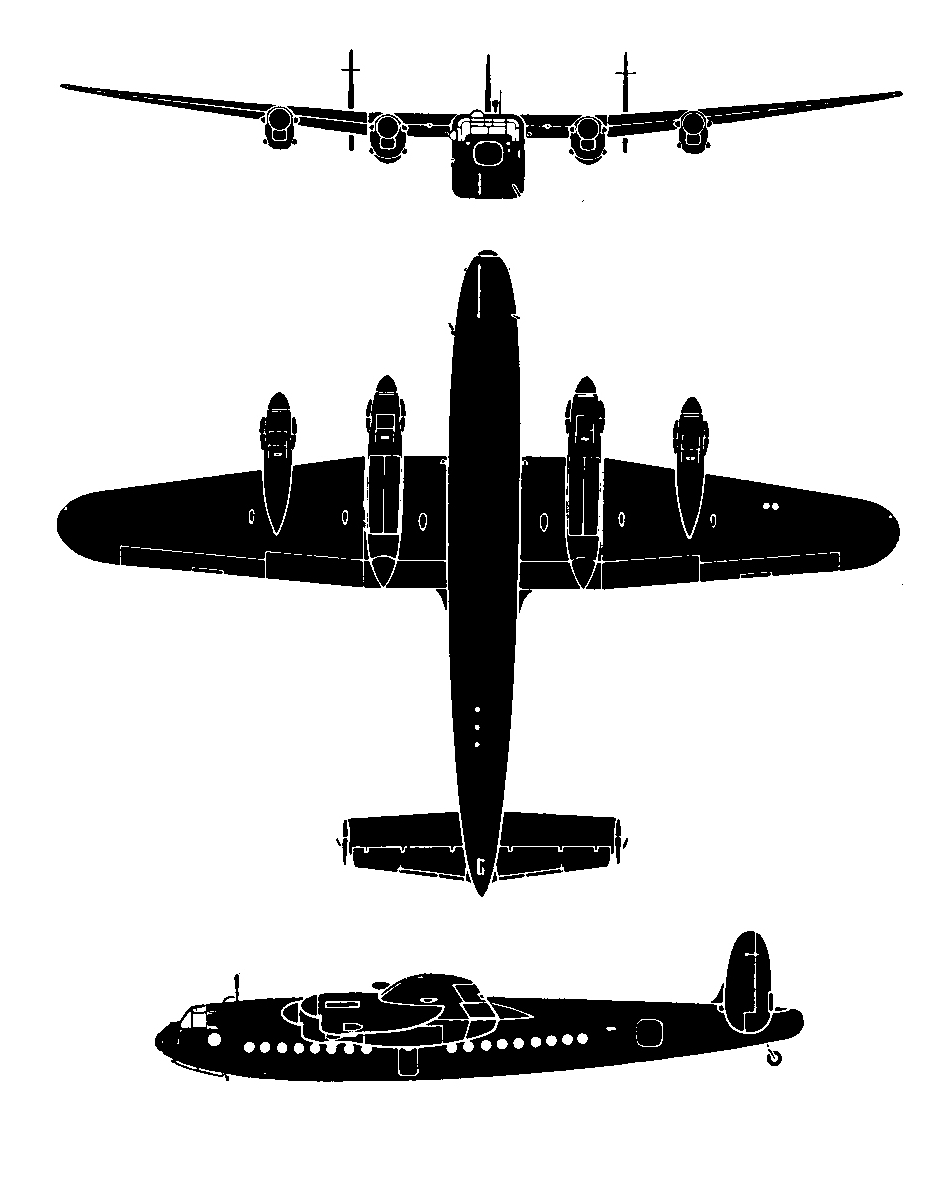

Дані з Consice Guide to British Aircraft of World War II

### Технічні характеристики
- Екіпаж: 5 осіб
- Довжина: 23,93 м
- Висота: 5,44 м
- Розмах крила: 31,09 м
- Площа крила: 120,49 м ²
- Маса порожнього: 19 069 кг
- Максимальна злітна маса: 31 115 кг
- Двигуни: 4 × Rolls-Royce Merlin XX
- Потужність: 4 × 1 280 к. с. (954 кВт.)

### Льотні характеристики
- Максимальна швидкість: 480 км/год (на висоті 6400 м)
- Крейсерська швидкість: 338 км/год
- Практична дальність: 4345 км
- Практична стеля: 7010 м